# Türkiye Diyanet Vakfı
Türkiye Diyanet Vakfı (TDV; „Diyanet-Stiftung Türkei“) ist eine religiöse Stiftung in der Türkei. Sitz der Stiftung ist Ankara. Geleitet wird die Stiftung vom Leiter des Präsidiums für Religionsangelegenheiten (Diyanet), zurzeit amtierend ist Ali Erbaş. Die Stiftung wurde im März des Jahres 1975 als gemeinnützige, nichtstaatliche Organisation gemäß Gesetz Nr. 903 gegründet. Die Anerkennung der Steuerbegünstigung erfolgte 1978. Die vorrangigen Ziele der Stiftung sind eigenen Angaben zufolge: Unterstützung der Arbeit des Diyanet. Dazu gehören materielle Unterstützung von Korankursen und Beiträge zum Fernsehsender des Diyanet (Diyanet TV).
Die Stiftung vergibt Stipendien und hat nach eigenen Angaben bis zum Jahr 2013/2014 insgesamt 15.000 Studenten gefördert. Ferner betreibt sie Studentenwohnheime und hat eine eigene Universität gegründet, die İstanbul 29 Mayıs Üniversitesi. Als Teil der Bildungsaktivitäten werden Gebäude für İmam-Hatip-Schulen bereitgestellt und es wurden mehrere Schulen in Aserbaidschan, Kasachstan, Kirgisistan, Turkmenistan, Rumänien, Bulgarien und Somalia gegründet bzw. Bildungsinstitutionen bis zum PhD-Grad gegründet.

## Organisation
Höchstes Stiftungsorgan ist die Generalversammlung (Genel Kurul). Sie tritt alle zwei Jahre zusammen und wählt den Vorstand (Mütevelli Heyet) und den Aufsichtsrat (Denetim Kurulu). Vorsitzender des Mütevelli Heyet ist Mehmet Görmez. Die Tagesgeschäfte der Stiftung führt das Generaldirektorat. Der Stiftung angegliedert sind das İLKSAY (İlim, Kültür, Sanat ve Yayın Kurulu Başkanlığı) und das İSAM (İslam Araştırmaları Merkezi „Zentrum für Islamstudien“). İLKSAY ist dabei für islamische Gelehrsamkeit, Kunst, Kultur und Publikationen und İSAM für die Forschung und insbesondere für die 44-bändige Enzyklopädie des Islam, die Türkiye Diyanet Vakfı İslâm Ansiklopedisi (Abk. TDVİA oder DİA), zuständig, die zwischen 1988 und 2013 herausgegeben wurde. Die Stiftung unterhält einen eigenen Verlag (TDV Yayın Matbaacılık ve Ticaret İşletmesi) und eine Sozialeinrichtung (TDV Yurtlar ve Sosyal Tesisler İktisadi İşletmesi).